# Oriolus brachyrhynchus
Oriolus brachyrhynchus é uma espécie de ave da família Oriolidae.
Pode ser encontrada nos seguintes países: Angola, Benin, Camarões, República Centro-Africana, República do Congo, República Democrática do Congo, Costa do Marfim, Guiné Equatorial, Gabão, Gana, Guiné, Guiné-Bissau, Quénia, Libéria, Nigéria, Serra Leoa, Sudão, Tanzânia, Togo e Uganda.
Os seus habitats naturais são: florestas subtropicais ou tropicais húmidas de baixa altitude e savanas húmidas.